# Королевская, Наталия Юрьевна
Ната́лия Ю́рьевна Короле́вская (укр. Наталія Юріївна Королевська; род. 18 мая 1975, Красный Луч, Ворошиловградская область, СССР, УССР) — украинский политический и государственный деятель, лидер партии «Украина — Вперёд!».
Народный депутат Украины VIII созыва с 2014 года (Оппозиционный блок). Народный депутат Украины V и VI созывов от БЮТ, глава Комитета Верховной рады Украины по вопросам промышленной и регуляторной политики и предпринимательства (2007—2012). министр социальной политики Украины (2012—2014). Народный депутат Украины IX созыва от партии «Оппозиционная платформа — За жизнь». Вице-президент Ассоциации налогоплательщиков Украины.
Кандидат на выборах президента Украины в 2014 году. 30 апреля 2014 года сняла свою кандидатуру.

## Биография
Наталия Королевская родилась 18 мая 1975 года в г. Хрустальный (Луганская область).

### Образование
Окончила школу с серебряной медалью. Затем получила два высших образования. Автор более 10 научных трудов по вопросам экономики.
С 1993 года училась — была переведена на 2-й курс из Высшей школы экономики города Алчевска, — в 1997 году заочно окончила экономический факультет Восточноукраинского национального университета по специальности «Менеджмент в производственной сфере», ей была присвоена квалификация менеджера.
В 2002 году окончила по переподготовке Донецкую государственную академию управления.

#### Скандал с высшим образованием
В начале 2013 года в украинских СМИ широко обсуждался вопрос относительно того, что Королевская не имеет высшего образования.
Скандал разгорелся после того, как народный депутат Украины Геннадий Москаль на своей странице в Facebook написал о том, что Наталия Королевская обратилась в милицию с заявлением о потере диплома об окончании Восточноукраинского национального университета (ВНУ) после её назначения на должность Министра социальной политики Украины, что ставит под сомнение законность следующих полученных ею дипломов. Через несколько дней Королевская предоставила журналистам копии документов о получении высшего образования, в частности, дубликат диплома ВНУ, датированный 8 января 2013 года.
В декабре 2013 года была опубликована статья по результатам проведённого на протяжении года Олегом Петеряком журналистского расследования. По его версии, согласно документам, Наталия Королевская перевелась в ВНУ по подделанной справке из несуществующего учебного заведения, а по словам преподавателя, чья подпись стоит в зачётной книжке Королевской, такой студентки у него не было.
В октябре 2013 года автор журналистского расследования подал на имя Генерального прокурора Украины Виктора Пшонки заявление о преступлении со стороны Наталии Королевской и должностных лиц Восточноукраинского национального университета. Это заявление не было рассмотрено Генпрокуратурой, а направлено на расследование в районную милицию Луганска.

### Бизнес-деятельность
В 1992—1993 годах работала менеджером на совместном испано-украинском предприятии «Этко» (одним из соучредителей которого был её старший брат), а в 1993—1998 годах — финансовым директором компании «Мета». На протяжении 1998—2001 годов была коммерческим директором «МЕТА Компани».
В 2001—2006 годах занимала должность председателя Наблюдательного Совета ОАО «Луганскхолод». За время её руководства была проведена полная модернизация предприятий, созданы департаменты логистики, сбыта, маркетинга, качества, стратегического развития.
По результатам общенациональной программы «Человек года-2004» Наталия Королевская стала лауреатом в номинации «Лидер среднего бизнеса».
В 2003—2005 годах — член Совета предпринимателей Украины при Кабинете Министров Украины, координатор Луганской региональной комиссии Совета предпринимателей Украины.
С 2003 года является исполнительным директором Ассоциации товаропроизводителей Луганщины «МЫ» (на общественных началах).
В 2008 году интернет-издание «Комментарии: Луганск» назвал Наталию Королевскую третьей в списке самых богатых людей Луганской области, оценив её состояние в 235 млн долларов.
В том же году в списке «ТОП-100» самых влиятельных украинцев по версии журнала «Корреспондент» Наталия Королевская заняла 68-е место.
В 2010 году Королевская заняла 15-е место в рейтинге «ТОП-100» самых влиятельных женщин Украины, составленном журналом «Фокус».

### Политическая деятельность
С 2002 по 2006 год Наталия Королевская была депутатом Луганского областного совета, секретарём постоянной комиссии по вопросам промышленности, строительства, ЖКХ и торговли. Принимала участие в разработке и реализации областных программ по созданию и развитию специальных (свободных) экономических зон и территорий приоритетного развития. Была главой комиссии по вопросам анализа деятельности и поиска путей оздоровления холдинга «ДонбассАнтрацит».
С 2006 года — народный депутат Украины V созыва, Блок Юлии Тимошенко. Член политсовета партии «Батькивщина». Секретарь Комитета ВР Украины по вопросам экономической политики, член Постоянной делегации в Межпарламентской ассамблее государств участников СНГ.
С 2007 года — народный депутат Украины VI созыва. До 2012 года была председателем комитета ВР Украины по вопросам промышленной и регуляторной политики и предпринимательства.
23 декабря 2011 года Королевская была избрана лидером Украинской социал-демократической партии (УСДП), которая входит в состав Блока Юлии Тимошенко. 14 марта 2012 года была исключена из фракции БЮТ за системные нарушения внутреннего устава фракции. По мнению самой Королевской, её исключение из фракции произошло без согласования с Юлией Тимошенко по решению Александра Турчинова и лидера парламентской фракции БЮТ Кожемякина. Позднее, в эфире телеканала «Интер», Александр Турчинов подтвердил эту информацию, заявив, что при коммуникации с Юлией Тимошенко существуют серьёзные проблемы.
22 марта Украинская социал-демократическая партия (УСДП) была переименована в Партию Наталии Королевской «Украина — Вперёд!». Соответствующее решение было единогласно поддержано делегатами IX Съезда УСДП. Во время своего выступления на съезде партии Наталия Королевская отметила, что, несмотря на переименование, идеология партии, как и политическая позиция, останется прежней. «Убеждена, социал-демократическая идеология — единственная, которая способна вывести Украину из жуткого социально-экономического состояния. Поэтому идеология партии останется неизменной, несмотря на переименование. Кроме того, я с ответственностью заявляю: мы были в оппозиции к режиму Януковича, и мы остаемся в оппозиции к режиму Януковича. Я боролась за освобождение Юлии Тимошенко, и мы продолжим нашу борьбу», — заявила Королевская.
В 2012 году Королевская была сопредседателем группы по межпарламентским связям с Российской Федерацией.
Вице-президент Ассоциации налогоплательщиков Украины.
24 декабря 2012 года Наталия Королевская была назначена министром социальной политики в правительстве Николая Азарова.
В конце сентября 2014 года стала № 8 в списке кандидатов в народные депутаты Украины во внеочередных парламентских выборах от партии «Оппозиционный блок», в который вошла партия «Украина — Вперед!». В результате стала депутатом Верховной Рады VIII созыва вместе с мужем.
В марте 2015 года получила пост вице-премьера по социальной политике и пенсионной реформе в теневом кабинете министров, созданном партией «Оппозиционный блок».

### Конфликт на Донбассе и последующие события
В январе 2015 года народный депутат от Блока Петра Порошенко Ирина Геращенко отправила в Генпрокуратуру Украины запрос на проверку возможных финансовых связей Королевской с вооружёнными формированиями самопровозглашённой ЛНР. Поводом стало видеообращение тамошних казаков, назвавших руководителя ЛНР Игоря Плотницкого человеком Наталии Королевской.
9 мая 2016 года Наталия Королевская подверглась нападению со стороны неизвестных и облита зелёнкой во время торжественного шествия к Вечному огню в Славянске.
2 июня 2017 года во время форума «Женщины за мир», проходившего в Одессе, Королевская вновь подверглась нападению, в результате которого получила ожог глаза и частичную потерю зрения.
После начала вторжения России на Украину Королевская организовала работу социальных служб и сбор гуманитарной помощи в Донецкой области. Параллельно в её адрес поступали обвинения в сотрудничестве с ФСБ.
29 января 2023 года стало известно, что Королевская сложила свой мандат Народного депутата Украины.
В октябре 2023 года Королевская организовала в Брюсселе публичные мероприятия общественной организации «Женщины за мир».
20 июля 2025 Президент Украины Владимир Зеленский ввел санкции против Королевской.

### Семья
Отец, Юрий Васильевич Королевский — директор шахты. Мать, Лариса Петровна Королевская — учительница в школе.
Старший брат — Константин Королевский (род. 16 октября]ю 1965) занимал должности в руководстве Департамента градостроительства г. Москвы, был замминистра регионального развития РФ

#### Личная жизнь
- Муж (второй брак): Юрий Солод (род. 27 апреля 1972), земляк по Красному Лучу. Познакомились на Кипре[4]. На парламентских выборах 2014 года баллотировался в Верховную Раду по округу в Славянске от «Оппозиционного блока[37]».

Три сына и дочь: Ростислав (род. 2001) и Ярослав (род. 2008), Мария (род. апр. 2019). В 2020 Ростислав баллотируется в депутаты Краматорского горсовета.

## Законодательные инициативы
Автор и соавтор более 215 законопроектов. Тематика: повышение конкурентоспособности украинской экономики и развитие отечественного внутреннего рынка, стимулирование развития малого и среднего бизнеса, а также — улучшение инвестиционного климата в стране.
Соавтор Закона «О повышении престижности шахтёрского труда», автор Закона «О внесении изменений в некоторые законы Украины относительно упрощения условий ведения бизнеса на Украине», соавтор Закона о внесении изменений в Закон Украины «О Государственном бюджете Украины на 2009 год» (относительно финансовой стабилизации предприятий угольной отрасли) и др.

## Взгляды и оценки
Наталия Королевская стоит на позициях экономического патриотизма, считая, что это единственная платформа для политиков, чтобы «отбросить амбиции и работать… Мы должны всё своё внимание сфокусировать, прежде всего, на развитии украинской промышленности, украинской экономики, отставив в сторону споры, разделяющие общество. А уже потом, когда всё заработает, можно будет вернуться к решению идеологических вопросов».
По мнению Королевской, экономический патриотизм в нынешних реалиях Украины — это, прежде всего, готовность к кооперации, к партнёрству, к совместным действиям на взаимовыгодной основе. Это относится к кооперации в рамках отрасли между разными предприятиями, в рамках области — между разными районами и предприятиями разных отраслей, в рамках всей Украины.
Королевская критически относится к сотрудничеству с националистами (особенно с партией «Свобода»), поскольку считает, что в стране должны ценить именно патриотов, а не националистов.

## Фонд «Новый Донбасс»
Наталия Королевская является председателем наблюдательного совета благотворительного фонда «Новый Донбасс», созданного в июле 2008 года. В рамках помощи социально незащищённым людям фонд сотрудничает с общественными организациями инвалидов «Данко», «Богуслава», благотворительными организациями имени Матери Терезы, «София», обществом больных сахарным диабетом, обществом слепых. Фонд также взял шефство над одним из домов престарелых и детским интернатом; развивает волонтёрские движения в регионе, принимает участие в областных акциях по профилактике алкоголизма, СПИДа и наркомании, помогает детским библиотекам.